# Human (Darren Criss)
Human è l'album di debutto del cantante Darren Criss, pubblicato il 20 luglio 2010.

## Composizione
La prima canzone che Criss scrive è Human, all'età di 15 anni. In seguito scrive Not Alone, mentre si trova in Italia, e Sami per la web serie Little White Lie.

## Tracce
1. Human – 2:29
2. Sami – 3:48
3. Jealousy – 5:18
4. Don't You – 3:50
5. Not Alone – 4:28